# Мамчуры
Мамчуры (укр. Мамчурі) — село в Заболотцевской сельской общине Золочевского района Львовской области Украины.
Население по переписи 2001 года составляло 11 человек. Занимает площадь 0,07 км². Почтовый индекс — 80630. Телефонный код — 3266.
Расстояние до города Броды 24 километра.